# スタニスラフ導灯前灯
スタニスラフ導灯前灯（スタニスラフどうとうぜんとう、英語: Stanislav Range Front Light は、ウクライナのヘルソンから35キロメートル (22 mi)ほどの距離、リバルチェ (ウクライナ語: Рибальче、ロシア語: Рыбальче)の北西およそ7キロメートル (4.3 mi)沖合にある小島に設けられたコンクリート製の桟橋の上に位置している灯台、導灯。この位置から109度の方向（ほぼ東南東）に6.49キロメートル (4.03 mi)離れた位置にあるアジゴル灯台（スタニスラフ導灯後灯）とともに、導灯として機能し、ドニエプル川に入る船舶を誘導する役割を担っている。
この灯台は、ウラジーミル・シューホフによって1910年に設計された直立した平鋼製の格子双曲面構造である。監視室が構造に組み込まれているほか、灯台守の宿舎が隣接している。
灯台となっている塔の敷地へは、船でしか渡れない。敷地は公開されているが、塔は非公開である。